# Phaenodictyon elliptica
Phaenodictyon elliptica är en insektsart som först beskrevs av Walker 1851.  Phaenodictyon elliptica ingår i släktet Phaenodictyon och familjen Dictyopharidae. Inga underarter finns listade i Catalogue of Life.